# Đài thiên văn Mặt Trời Big Bear
Đài thiên văn Mặt Trời Big Bear (tiếng Anh: Big Bear Solar Observatory, BBSO) là một đài thiên văn Mặt Trời có trụ sở tại một trường đại học ở Hoa Kỳ. BBSO được vận hành bởi Viện Công nghệ New Jersey (NJIT). BBSO sở hữu kính viễn vọng Mặt Trời có độ mở lớn nhất thế giới - kính thiên văn Mặt Trời Goode (GST), có độ mở rõ ràng 1,6 m, không bị che khuất trong optical train. Các kính viễn vọng và dụng cụ tại đài quan sát được thiết kế và sử dụng đặc biệt để nghiên cứu các hoạt động và hiện tượng của Mặt Trời.

## Thành lập

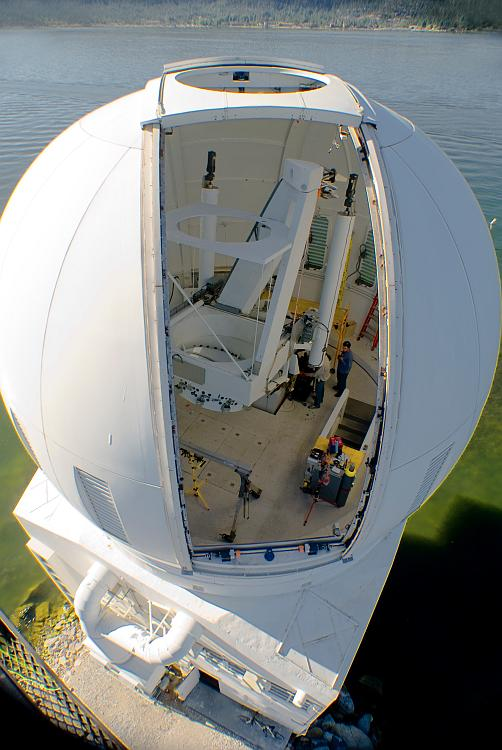
Kính thiên văn Mặt Trời Goode (GST) trong quá trình lắp đặt.

Vị trí được chọn để đặt BBSO là ở phía bắc của hồ Big Bear thuộc dãy núi San Bernardino, phía tây nam quận San Bernardino, California (Hoa Kỳ), cách trung tâm thành phố Los Angeles khoảng 120 kilômét (75 mi) về phía đông. Vị trí này được chọn vì hồ Big Bear nằm ở độ cao lớn trong dãy núi San Bernardino (cao hơn 2.055 mét (6.742 ft) so với mực nước biển). Sự kết hợp giữa độ cao và ảnh hưởng ổn định ban ngày (daytime stabilizing influence) của hồ được cho là lý tưởng để quan sát Mặt Trời.
Hồ Big Bear kéo dài khoảng một dặm Anh về phía tây, đó là hướng mà những cơn gió thổi đến. Hồ nước mát tạo ra sự đảo ngược tự nhiên giúp giảm đáng kể sự nhiễu loạn gậy ra bởi đất và ổn định hình ảnh do kính thiên văn chụp (nước mang lại hiệu ứng làm mát bầu không khí xung quanh tòa nhà và giúp loại bỏ các sóng bức xạ nhiệt phát ra từ mặt đất thường gây ra quang sai).